# Zespół Szkół Technicznych w Kole
Zespół Szkół Technicznych w Kole – jedna z czterech kolskich szkół ponadpodstawowych. Położona jest w pobliżu dworca kolejowego, na terenie osiedla Przedmieście Warszawskie. Założona w 1905 r.

## Historia
Pierwsze informacje dotyczące szkolnictwa zawodowego na terenie miasta Koła pochodzą z lat 1905–1918, kiedy to przy miejscowej szkole początkowej istniała szkoła niedzielna rzemieślnicza. Szkoła ta przeznaczona była dla terminatorów rzemieślniczych.
W 1920 roku Zarząd Miejski i Rada Rzemieślnicza zorganizowały Wieczorowe Kursy rzemieślnicze, które później przekształcona w Publiczną Szkołę Zawodową Dokształcającą.
W okresie międzywojennym szkoła mieściła się w budynku przy Placu Szkolnym (obecnie ul. Szkolna). Po zakończeniu II wojny światowej działalność dydaktyczną wznowiona w murach Szkoły Powszechnej nr 3 przy ul. Toruńskiej 60. kolejnymi siedzibami szkoły były: budynek dzisiejszej Szkoły Podstawowej nr 1 przy Placu Szkolnym (w latach 1948–1951), gmach po byłym Liceum Administracyjno-Handlowym przy ul. Sienkiewicza (1951–1952) oraz budynek Technikum Handlowego przy ul. Mickiewicza (1952–1972). W 1952 roku nastąpiła zmiana nazwy szkoły na Zasadnicza Szkoła Zawodowa. Od roku szkolnego 1952/53 przy szkole produkowano m.in. piły mechaniczne, nożyce i podzielnice dla takich zakładów jak H. Cegielski – Poznań i Fabryka Maszyn Żniwnych.
Z dniem 1 września 1960 roku Dyrekcja Zasadniczej Szkoły Zawodowej w Kole z polecenia Kuratorium Okręgu Szkolnego Poznańskiego objęła nadzór pedagogiczny nad Zasadniczą Szkołą Zawodową w Dąbiu. 1 stycznia 1961 roku obie szkoły połączono w jedną jednostkę administracyjną pod dyrekcją Zasadniczej Szkoły Zawodowej w Kole. Formalnie szkoła w Dąbiu zakończyła swą działalność w sierpniu 1966 roku. Kształcenie na poziomie średnim w Zasadniczej Szkole zawodowej rozpoczęło się w 1971 roku, wraz z powstaniem czteroletniego Liceum Zawodowego.
W 1966 roku przy szkole oddano do użytku bursę na 280 miejsc. We wrześniu 1972 roku szkoła otrzymała nową siedzibę w budynku mieszczącym się przy ul. Kolejowej 11.
Zarządzeniem Kuratora Okręgu Szkolnego Poznańskiego z 28 sierpnia 1973 roku szkoła zaczęła funkcjonować jako Zespół Szkół Zawodowych.
We wrześniu 1975 roku uruchomiono Technikum Wieczorowe dla Pracujących na podbudowie Zasadniczej Szkoły Zawodowej, a w roku szkolnym 1978/1979 rozpoczęto naukę w pięcioletnim Technikum Samochodowym na podbudowie Szkoły Podstawowej oraz w trzyletnim Technikum o tej samej specjalności, ale na podbudowie Szkoły Zawodowej. We wrześniu 1984 roku uruchomiono trzyletnie Technikum Mechaniczne na podbudowie Szkoły Zawodowej.
W 2002 roku Zespół Szkól Zawodowych przekształcił się w Ponadgimnazjalny Zespół Szkół Zawodowych, a od 1 listopada 2006 roku nosi nazwę Zespół Szkół Technicznych. Organem prowadzącym szkołę jest starostwo powiatowe.
Szkoła ma swoją siedzibę w gmachu przy ul. Kolejowej 11. Od 2020 roku funkcję dyrektora sprawuje Katarzyna Poronin.

## Dyrektorzy szkoły
Źródło:
- Henryk Pluciński (wrzesień–grudzień 1948)
- Szczepan Mamuński (1948–1969)
- Marian Józefowski (1969–1975)
- Ryszard Kwiatkowski (1975–1991)
- Janusz Kowarski (1991–2016)
- Tomasz Mikusik (2016–2017)
- Jarosław Wasilewski (2017–2020)
- Katarzyna Poronin (od 2020)

## Absolwenci
- Leszek Galemba
- Bartosz Nowacki
- Krzysztof Witkowski